# Alexeï Karamazov
Alexeï Karamazov ou Alexeï Fiodorovitch Karamazov (diminutifs : Aliocha, Aliochka, Aliochenka, Alexis) (en russe : Алексе́й Фёдорович Карама́зов) est un personnage du roman de Fiodor Dostoïevski, Les Frères Karamazov. C'est le fils de Fiodor Karamazov, le frère cadet de Dmitri Karamazov et d'Ivan Karamazov.
Dans la préface du roman Les Frères Karamazov, Dostoïevski écrit qu'il commence la biographie du plus jeune des frères Karamazov, et en parle comme d'un protagoniste, d'un héros. Mais il n'est pas seul. Le père Zosime est aussi un héros. Dostoïevski avait l'intention d'écrire une suite à ce roman, dans laquelle Alexeï deviendrait le personnage principal. Il n'en a pas eu le temps, puisqu'il meurt peu après avoir achevé le premier roman,.

## Dans le roman

### Apparence
Au moment du déroulement des évènements du roman, Alexeï a vingt ans. « De belle stature, les joues rouges, le regard clair, respirant la santé (...) adolescent. Il était même très beau alors, élancé, d’une taille au-dessus de la moyenne, les cheveux châtains, les traits droits mais légèrement allongés par l'ovale de son visage, des yeux gris foncé grands et brillants, très réfléchi et en apparence assez calme ».

### Nom du personnage
En ce qui concerne le nom d'Alexeï plusieurs hypothèses ont été émises. Ainsi le conspirateur Dmitri Karakozov est parfois connu sous le nom d'Alexeï Petrov et aurait pu inspirer Dostoïevski. Leonid Grossman quant à lui remarque que le modèle d'Aliocha pourrait être le moine Alexis, le héros du roman de George Sand Spiridion. Le journaliste Vladimir Posse (1864-1940) suggère, comme modèle, le nom du métropolite Antoni (Khrapovitski), dont le prénom dans la vie civile était Alexeï, et avec lequel Dostoïevski communiqua longuement.

## Analyse et commentaire

### Caractères d'Alexeï
Dans les brouillons, Aliocha est souvent appelé idiot, ce qui montre sa ressemblance, dans l'esprit de l'auteur, avec le Prince Mychkine héros du roman L'Idiot. Dans la version éditée, l'écrivain décide toutefois de ne pas rappeler cette ressemblance avec le prince Mychkine.
Alors que dans L'Idiot, l'écrivain abandonne l'idée de montrer que l'homme le plus authentique dans le rôle de héros, tel le prince Mychkine, ne serait pas semblable aux autres, dans Les Frères Karamazov il revient à cette idée, avec l'image d'un Alexeï Karamazov différent des autres hommes. 
Dans les notes de l'écrivain, le caractère du personnage est ainsi défini : Aliocha, selon Dostoïevski, est à l'opposé d'un adolescent « avide de désordre ». C'est pourquoi, malgré le fait qu'il appartient à la « nouvelle génération », luttant pour trouver la vérité, il s'en distingue par son absence de « fanatisme », en y substituant l'amour. Ainsi, à la différence de la jeunesse avide de révolution, décidée à aller jusqu'à une mort précoce, l'idéal d'Aliocha est de servir les autres : « Aliocha a choisi une voie tout à fait contraire aux autres, mais avec une soif aussi grande d'y arriver vite ». « Est-il mystique? Jamais! Fanatique? Pas du tout! », écrit Dostoïevski, en insistant sur le fait que l'entrée du héros dans un monastère est déterminée par son humanité.
Aliocha joue aussi dans le roman le rôle d'un auditeur. Tous les autres personnages : Dmitri, Ivan, Grouchenka, Katerina, Liza, Snegiriov, Krasotkine, Mikhaïl Rakitine, durant toute la durée du roman ne cessent de lui livrer leur âme. Ainsi Aliocha, tout seul, met à jour l'âme des héros sur la scène .
C'est aussi un militant. Le chercheur littéraire russe Kennoske Nakamura, s'intéresse à l'œuvre de Dostoïevski et la décrit comme celle d'un auteur attiré par des personnages de ce type « militant ». Aliocha est présenté dans le roman comme quelqu'un auquel les autres font confiance et qui aide ces autres. Avant la description d'un type de héros tel Aliocha, Dostoïevski présentait comme héros des hommes qui souffraient, qui voulaient mais ne pouvaient agir.
Dostoïevski parle ainsi d'Aliocha : « On peut être perdu par la confusion, mais le cœur d'Aliocha ne peut supporter l'incertitude, parce que sa conception de l'amour a toujours été active. L'amour passif il ne connaît pas ; aimer cela signifie immédiatement aider et participer ».
Cette image de « l'actif » qu'est Alexeï s'oppose à toutes les images des « rêveurs » présentées par l'écrivain. Aliocha est capable d'aimer les autres, de répondre à leur confiance, de sentir la souffrance des autres. Nakamura remarque que la création d'un personnage aussi sain a dû être vraiment très difficile pour Dostoïevski, habitué à la psychologie anormale de ses personnages. C'est pourquoi Aliocha se présente comme un être qui n'est pas naturel. Mais cette image est le rêve de l'écrivain et c'est pourquoi elle apparaît dans le roman.
Aliocha est aussi en communion intellectuelle avec Dostoïevski. C'est lui qui présente les idées auxquelles l'écrivain est le plus attaché.

### Critique
Un des théoriciens des Cent-Noirs, Constantin Golovine (1843-1913), et après lui le spécialiste soviétique de littérature Leonid Grossman, considèrent que le rôle du personnage n'est pas si pacifique qu'on pourrait le croire et qu'il constitue une allusion à Dmitri Karakozov, qui attenta contre la vie de l'empereur Alexandre II . Le poète et historien de la littérature Piotr Weinberg (1831-1908) remarque que cette tentative avait fortement impressionné Dostoïevski. Selon Alexeï Souvorine, Dostoïevski avait pensé faire d'Alexeï un révolutionnaire après son passage au couvent et qu'ensuite celui-ci aurait été exécuté pour ses crimes politiques. Il aurait ainsi subi le même sort que Karakozov.
Léon Chestov constate quant à lui, que si l'on s'en tient à la préface, c'est Aliocha qui est le héros du roman, et aussi le père Zosime. Mais les pages qui leur sont consacrées sont les plus pâles de tout le roman. À l'exception de celle ou l'auteur en parlant d'Aliocha se sent vraiment inspiré et lui confie une vision de la plus haute exaltation,. 
« La voûte céleste s'élevait au-dessus de lui, s'étendant dans toutes les directions à l'infini et grouillant d'étoiles aux reflets paisibles. La Voie lactée, à peine perceptible encore, s'allongeait du zénith à l'horizon... Aliocha contemplait ce spectacle et tout à coup, comme fauché, il se laissa tomber sur le sol. Il ne savait pas pourquoi il étreignait la terre, pourquoi il éprouvait un tel besoin de la couvrir de baiser. Il l'embrassait en pleurant, en l'arrosant de ses larmes...Il pleurait d'enthousiasme, il pleurait même sur ces étoiles qui le regardaient du fond de l'infini, et il n'avait pas honte de son extase. Les liens invisibles qui le rattachaient à ces mondes lointains vibraient dans son cœur en cette minute... il ne devait plus jamais oublier cette minute, Quelqu'un a visité mon âme en cet instant... »
« Dans tout ce qu'a écrit Dostoïevski, vous ne retrouverez plus rien de pareil » écrit Chestov.
Chestov connaît par ailleurs la propension de Dostoïevski à vouloir tenir le rôle de celui qui enseigne aux autres hommes comment ils doivent vivre. Le «Journal d'un écrivain» remplit ce rôle mais aussi ses autres romans les plus connus. Dans Les Frères Karamazov, cette tendance est manifeste. Les héros Aliocha et Zozime sont des maîtres idéaux qui s'appliquent à enseigner. Pourtant leurs harangues sont pâles et sans vie si on les compare à celles inspirées et ardentes d'Ivan ou de Dimitri Karamazov. C'est que conclut Chestov « les vérités de Dostoïevski craignent de devenir obligatoires et supportent la nécessité tout aussi mal que les hommes ordinaires, la liberté ». Qui veut enseigner et propager ses idées doit remplacer la liberté par l'autorité qui est préférée par les hommes. Zosime et Aliocha sont des hommes d'« action ». Ils appartiennent aux représentants de la conscience commune et aux vérités évidentes du goût de la conscience commune.

## Transposition sur les écrans
- 1958 — William Shatner dans Les Frères Karamazov (1958)
- 1968 — Andreï Miagkov dans Les Frères Karamazov (1969)
- 1990 — Dmitri Tchernigovski dans le film russe Les garçons (1990)
- 2009 — Alexandre Goloubev dans la série télévisée Les frères Karamazov (mise en scène Youri Moroz)